# Castell de les Puelles
El castell de les Puelles és un casalot del terme municipal d'Agramunt (Urgell) probablement edificat al segle xvii i modificat posteriorment, a l'emplaçament d'un castell del segle xi del que no en queda gran cosa.
De l'antic castell medieval, situat al capdamunt del poble i alçat probablement al segle xi, no en resta cap vestigi excepte dos arcs romànics del celler. Al seu lloc hi ha un casalot fortificat, probablement del segle xvi - XVII, amb modificacions posteriors, que deixa veure algunes estructures antigues, fetes amb carreus de pedra ben treballada, combinades amb trams de maçoneria carejada, lligada amb argamassa. A la llinda de la finestra principal hi figura la data de 1686. L'any 2019 ha estat consolidat i restaurat.
Actualment és de propietat privada i sota la protecció genèrica del decret del 22 d'abril de 1949, i la llei 16/1985 sobre el patrimoni històric.
El castell pertanyia als comtes d'Urgell, que el varen infeudar a diversos senyors al llarg del temps. A començament del segle xiv era de Guillem Bresons, de qui va passar a Joan Teuxent. Aquest el va vendre a Pere Terrer de Berga, el qual, l'any 1376 li va vendre a Bernat Guillem de Peramola. D'aquest va passar a Bernat Torremorell i després a Galcerà Comenge. Al segle xvi era propietat de la família Castelló. En aquella època, el terme, anomenat Puelles i Espolla, es trobava erm i despoblat.*